# Толстой Георгій Кирилович
Толстой Георгій (Юрій) Кирилович (24 вересня 1927, Ленінград) — радянський і російський правознавець-цивіліст, професор юридичного факультету СПбДУ, доктор юридичних наук, професор, академік РАН (2003). Індекс Гірша — 21.